# N.C.B.B
N.C.B.B（NORTH COAST BAD BOYZ（ノース・コースト・バッド・ボーイズ））は、札幌を拠点に活動する6MCからなるヒップホップグループ。

## メンバー
- HOKT（MC）- リーダー
- YOUNG DAIS（MC）
- DAI-HARD（MC）
- 1-KYU（MC）
- SPOCK（MC）
- 恵庭のシュウ（MC）

## 略歴
2003年に発売されたコンピレーション・アルバム『NORTH COAST BAD BOYZ』をきっかけに結成され、NORTH COAST BAD BOYZとして活動を開始。2004年にエイベックスからメジャーデビューを果たしている。後に表記をN.C.B.Bと改名。「BAD BOYZ BE AMBITIOUS」という信念を掲げている。